# 池下リリコ
池下 リリコ（いけした りりこ、2009年〈平成21年〉4月27日 - ）は、日本の女優。2018年より、米津玄師プロデュース、東京2020公認プログラム「NHK2020応援ソングプロジェクト」による応援ソング「パプリカ」を歌うユニット「Foorin」（フーリン）のコーラスダンスを務めていた。東京都生まれ。劇団ひまわり所属。

## 人物
特技のジャズダンスを活かしたハツラツとした踊りを披露していた。　

## 芸歴
- 2018.6〜2021.9.27
  - NHK2020応援ソング「パプリカ」Foorinりりことして活動
  - 第69.70.71回　NHK紅白歌合戦 出場
  - 第61回 日本レコード大賞最優秀賞受賞

## 出演

### 舞台
- BSPプロデュースミュージカル「雪の女王」妖精役（2015年9月）
- 丸美屋食品ミュージカル「アニー」モリー役　（2016年）
- ミュージアム「リトルレンジャーズ」（2017年）
- ミュージカル「ミルコとガギロイの森」すみれ役（2017年）
- 宮川彬×新日本フィルハーモニー オケパンⅢ  ピエロダンサー（2018年）
- オペラ歌劇「神の湖」ピリ役（2019年）
- 舞台劇「ぼくと14人のボクの夏休み」（2023年）
- オペラ歌劇「火焔　-Kaen- 」 COMACH 禿役 (2024年)5月
- 第七回能楽堂コラボ特別公演「金花夜叉」COMACH禿役(2024年)10月

### テレビ
- NHK創作ドラマ大賞「佐知とマユ」クルミ役（2014年）
- TBSドラマ「マザーゲーム」角田絵理沙役（2015年）
- 日本テレビ「ゆとりですがなにか」（2016年）
- テレ東「おとこめし」幽霊役（2017年）
- Eテレ「u&i」あいちゃん役（2021年 -）
- Eテレ「出川哲朗のクイズほぉ〜スクール」隊員役（2022年）
- NHK 「阿佐ヶ谷アパートメント」 数回ゲスト出演（2022年）
- NHK 「ひきこもり先生2」芝浦のあ役（2022年）
- こんばんは、朝山家です。（2025年7月6日 - 、朝日放送テレビ・テレビ朝日） - 朱莉 役[4]

### 映画
- 2015  菊地健雄監督作品「ディアーディアー」畠中ミキ役
- 2023  山村浩二監督作品「耳に棲むもの」 少女役　VR映画

### 吹替
- 2018  ハワイファイブオー 女の子役
- 2019  スタジオポノック「サムライエッグ」親友役
- 2019「宇宙戦艦ヤマト2202 愛の戦士たち」第6章回生編
- 2020 「ウルフウォーカー」メーヴ役 吹替
- 2024  スター・ウォーズ:スケルトン・クルー　KB役　Disney+

### CM
- 2012 タキイの種 桃太郎トマト トマト役
- 2021 フォルクスワーゲン webcm 女の子声
- 2024 丸亀製麺　ダンサー役
- 2025 キッコーマン『いつでも新鮮 しぼりたて生しょうゆ』『だけ旨を想う男 ズッキーニ』篇　女子高生役

### 広告
- 大成有楽不動産オーベルマンションシリーズ
- 理研ふえるわかめちゃん

ＰＶ　
・2014  関ジャニ∞  CloveR  女の子役　
・2024  Vaundy  GORILLA芝居　ダンサー役